# Calbovista
Calbovista es un género fúngico que contiene la única especie Calbovista subsculpta, conocida comúnmente como globo esculpido, globo gigante esculpido y globo gigante verrugoso. Es un hongo común de las Montañas Rocosas y la Costa del Pacífico del oeste de Norteamérica. El globo es más o menos redondo, con un diámetro de hasta 15 cm (6 pulgadas), de color blanco que se vuelve parduzco con el tiempo, y está cubierto de placas o escamas piramidales poco profundas. Fructifica individualmente o en grupos a lo largo de los caminos y en los bosques abiertos de las zonas altas, desde el verano hasta el otoño.
Aunque la especie fue descrita originalmente como nueva para la ciencia por Elizabeth Eaton Morse en 1935, no se publicó válidamente hasta 60 años después. La especie recibe su nombre por su parecido con la Calvatia sculpta, de la que suele distinguirse en el campo por sus verrugas piramidales menos prominentes, y microscópicamente por las ramificaciones en forma de asta de su capilicio (material en forma de hilo entre las esporas). La Calbovista subsculpta es una buena especie comestible mientras su carne interior (la gleba) es todavía firme y blanca. A medida que el globo madura, su interior se vuelve marrón oscuro y pulverulento por las esporas maduras.

## Taxonomía
En su artículo sobre Mycologia de 1935, la micóloga estadounidense Elizabeth Eaton Morse señaló la existencia de un hongo abundante y ampliamente distribuido en el oeste de los Estados Unidos que solía identificarse erróneamente como Calvatia sculpta, aunque se diferenciaba de esa especie por tener hilos capilares muy ramificados. El hongo tenía características que lo alineaban con varios otros taxones. El peridio era similar al de Calvatia sculpta, Calvatia caelata (ahora conocida como Calvatia bovista), Scleroderma flavidum y Scleroderma aurantium (ahora Scleroderma citrinum); la base de enraizamiento era similar a la de Bovistella; y la estructura de los hilos capilares recordaba a Bovista, Bovistella y Mycenastrum. Sin embargo, la nueva especie presentaba una combinación única de características y no encajaba perfectamente en ninguno de los géneros ya descritos. Por ello, Morse circunscribió el nuevo género Calbovista para contener Calbovista sculpta. La colección tipo se realizó en Soda Springs, California, en mayo de 1934, a una altitud de 2.063 m (6.767 pies). La publicación del género por parte de Morse no era válida porque carecía de una descripción en latín, un requisito del Código Internacional de Nomenclatura Botánica que entró en vigor el 1 de enero de 1935. El género y la especie fueron publicados válidamente con una descripción en latín por Michelle Seidl en 1995.
Alexander H. Smith describió una variedad, Calbovista subsculpta var. fumosa, en 1965, basándose en una colección que hizo en el Bosque Nacional Kaniksu (noreste de Washington) en 1964. Esta variedad, conocida sólo en la localidad tipo, difiere de la variedad nominada por su peridio exterior grisáceo y sus escamas diminutas. Como se basaba en un género no válido, también era inválida; posteriormente se publicó correctamente en 2012 con el nombre completo y la autoridad Calbovista subsculpta var. fumosa A.H.Sm. ex J.C.Coetzee & A.E.van Wyk.
Calbovista suele clasificarse en la familia Lycoperdaceae, aunque el estatus nomenclatural de este grupo no está claro, ya que algunas autoridades lo agrupan dentro de Agaricaceae. En cambio, Sanford Myron Zeller situó a Calbovista en Mycenastracae, una familia erigida por él en 1948 para contener a Calbovista y Mycenastrum, dos géneros unidos por similitudes en la morfología capilar. En la actualidad se considera que Mycenastraceae no tiene un significado taxonómico independiente y que se ha replegado en la sinonimia con las Agaricaceae.
El nombre del género Calbovista combina las partes cal, que hace referencia al globo aliado del género, Calvatia, y bovista, que alude a la similitud del género con Bovista y Bovistella. El epíteto específico subsculpta hace referencia a su parecido con Calvatia sculpta, especie con la que se ha confundido frecuentemente. Los nombres comunes utilizados para referirse a este hongo incluyen el globo esculpido, el globo gigante esculpido y el globo gigante verrugoso.

## Descripción

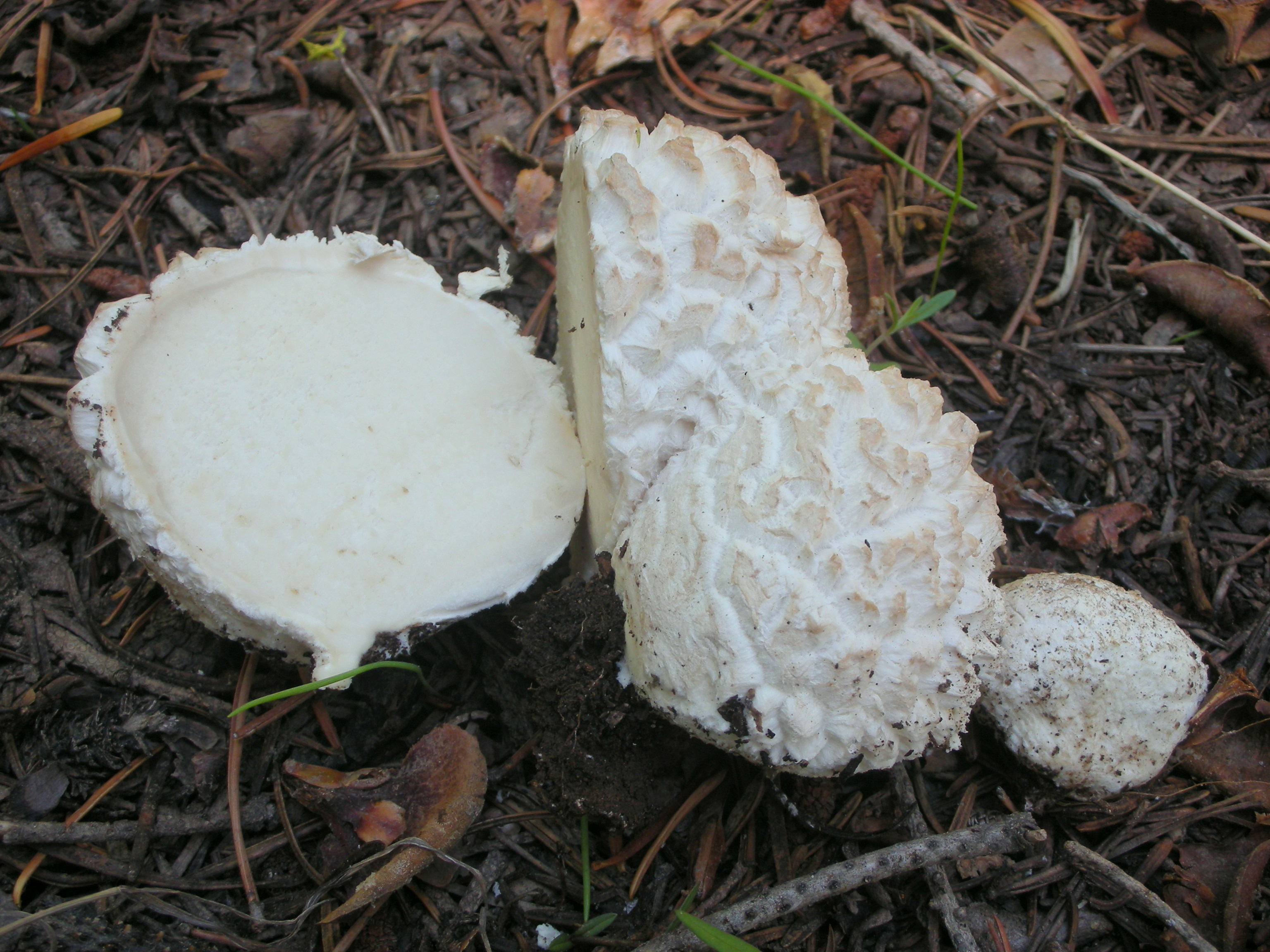
Los cuerpos de los frutos son comestibles cuando la gleba interior es todavía blanca y firme.

Los cuerpos de los frutos tienen una forma irregular hasta aproximadamente esférica, y miden 7-17 cm de ancho por 6-12 cm de alto. Tiene un peridio de dos capas. La capa exterior del peridio (el exoperidio) es gruesa y coriácea (excepto donde se adelgaza hacia la base), con un grosor de 5-10 mm (3⁄16-3⁄8 pulgadas). Está dividida en pirámides bajas irregulares de tres a seis lados, generalmente romas, pero a veces puntiagudas. Las pirámides tienen un grosor de 5-8 mm (3⁄16-5⁄16 pulgadas). Tienen marcas paralelas, una característica que Morse atribuye a las diferencias en el ritmo de crecimiento causadas por las variaciones en las temperaturas diurnas y nocturnas. Los centros de las pirámides tienen pelos cortos de color marrón. Las pirámides cubren todo el peridio, excepto cerca de la base, donde es liso. Las verrugas en la superficie de los cuerpos de los frutos jóvenes pueden ser desproporcionadamente gruesas.
El peridio interior es un tejido fino y brillante que se deprime en zonas delimitadas por las placas piramidales. La base del hongo, que ocupa entre un tercio y un cuarto de la parte inferior del cuerpo del fruto, está formada por cámaras de tamaño moderado que persisten incluso después de que la gleba haya madurado y las esporas se hayan dispersado. La base puede adquirir una tonalidad violácea tras la exposición a la intemperie. La base está enraizada en el suelo con rizomorfos. Inicialmente blanca, la gleba cambia de color de amarillo a marrón dorado a marrón oscuro a medida que las esporas maduran. Al secarse la gleba, el peridio interior se seca y se agrieta, dejando al descubierto la masa de esporas en las grietas entre las escamas. La gleba se apoya en una subgleba de color marrón amarillento a marrón claro.
Las esporas esféricas miden entre 3 y 5 μm, incluyendo una cubierta exterior (una epispora) de unos 0,5 μm. La textura de su superficie varía de lisa a ligeramente verrugosa. Tienen una gota de aceite y un pedicelo translúcido (un pequeño tallo) de hasta 2,5 μm de longitud. Los basidios (células portadoras de esporas) tienen forma de garrote, tienen cuatro esporas y miden 10-12,5 μm de largo por 5-7,5 μm de ancho. El capilicio está formado por hilos cortos, muy ramificados (que parecen astas) y enredados que miden entre 5 y 10 μm de ancho con paredes de hasta 2,5 μm de grosor. Los hilos capilíticos no tienen septos.
|                                                                            |                                                |                                                                        |
| Micrografía óptica de la capilita ramificada característica de los cuernos | Micrografía electrónica de capilitas y esporas | Las esporas tienen una superficie ligeramente verrugosa y un pedicelo. |

Los hongos son comestibles cuando la gleba interior está todavía firme y blanca. La carne no tiene olor y tiene un sabor suave.

## Especies similares
En el campo, los hongos de Calbovista son a veces difíciles de distinguir de forma fiable de Calvatia sculpta. Aunque esta última especie tiene prominentes verrugas piramidales, algunos ejemplares de Calbovista (especialmente los jóvenes) pueden compartir esta característica y la distinción entre ellos se vuelve borrosa. Las diferencias microscópicas pueden servir para distinguir las dos especies: Los hongos de Calvatia no tienen un capilicio muy ramificado y enredado. Otra especie parecida, Mycenastrum corium, tiene un peridio liso, una base reducida o ausente, tiende a abrirse en la madurez en secciones de forma irregular y tiene hilos capilíticos espinosos. Calvatia subcretacea, que también se encuentra en elevaciones altas bajo coníferas en el oeste de Norteamérica, tiene cuerpos fructíferos más pequeños, que miden hasta 4 cm (1+1⁄2 pulg.) de alto y 5 cm (2 pulg.) de ancho. Tiene pequeñas verrugas puntiagudas con puntas grises. Calvatia booniana es un hongo de gran tamaño -hasta 60 cm (24 pulgadas) de diámetro- que se encuentra en pastos abiertos y zonas de hierba del oeste de Estados Unidos y que tiene escamas poligonales planas en el peridio exterior. Además de su mayor tamaño, se diferencia de la Calbovista en que carece de base estéril y sus capilicios están menos ramificados y tienen septos.

## Hábitat y distribución
La Calbovista es una especie sapróbica que descompone material vegetal muerto. Sus cuerpos fructíferos crecen solos, en grupos u ocasionalmente en racimos. La fructificación se produce de abril a agosto en zonas con rocas rotas mezcladas con tierra, o en bosques abiertos de coníferas en elevaciones que van de 900 a 3400 m. Otro hábitat habitual es en los bordes de las carreteras. La calbovista es un hongo de montaña común. Su distribución abarca las Montañas Rocosas y las cordilleras de la Costa del Pacífico del oeste de Estados Unidos. En el lado oriental de la cordillera de las Cascadas, el hongo suele crecer bajo el pino ponderosa. Se ha recogido en California, Colorado, Idaho, Washington, Wyoming y Oregón. Su área de distribución se extiende hacia el norte hasta la Columbia Británica y Alaska. Los cazadores de morillas suelen encontrar el hongo en primavera, ya que crece en hábitats similares.